# Bellator MMA
Bellator MMA (plným názvem Bellator Mixed Martial Arts) je americká organizace smíšených bojových umění (MMA), založená v roce 2008. Patří mezi největší MMA organizace na světě, často označovaná jako druhá nejvýznamnější po UFC. Bellator pořádá profesionální turnaje ve více váhových kategoriích a působí jak ve Spojených státech, tak v dalších zemích.
Organizaci založil Bjorn Rebney, a její název „Bellator“ pochází z latiny a znamená „válečník“. Od počátku se Bellator odlišoval tím, že používal turnajový formát – bojovníci museli projít vyřazovacím systémem, aby získali titulovou šanci. Později se model více přiblížil standardnímu matchmakingu s důrazem na atraktivní zápasy a rivality.
V průběhu let v Bellatoru působilo mnoho známých bojovníků, včetně Fedora Emelianenka, Michaela Chandlera, Michaela Page, Patricie Freireho, Ryana Badera, Cris Cyborg, Yoela Romera včetně Attila Végh. Organizace je známá tím, že nabízí alternativu k UFC pro bojovníky hledající jiné podmínky nebo větší prostor na kartě.
V roce 2023 oznámil Bellator spojení s organizací PFL (Professional Fighters League). Toto sloučení má za cíl vytvořit silnější konkurenci pro UFC a zároveň umožnit větší rozvoj MMA na globální úrovni.
Turnaje Bellator MMA jsou vysílány mezinárodně, přičemž v minulosti byly dostupné například na kanálech Showtime nebo DAZN. Galavečery se konají nejen v USA, ale i v Evropě, zejména v Irsku, Velké Británii a Francii.